# Crusader Kings II: Mroczne wieki
Crusader Kings II: Mroczne wieki (ang. Crusader Kings II) – komputerowa strategiczna gra czasu rzeczywistego osadzona w realiach średniowiecznych, wyprodukowana i wydana w 2012 roku przez szwedzkie studio Paradox Interactive. Jest to kontynuacja gry Europa Universalis: Mroczne wieki (Crusader Kings) z 2004 roku. W Crusader Kings II gracz wciela się w rolę przywódcy jednej z licznych europejskich dynastii, starając się przejmować kontrolę nad kolejnymi państwami. 1 września 2020 roku wydano sequel, Crusader Kings III. 

## Rozgrywka
Akcja gry toczy się w latach 1066–1453 (dodatki pozwalają grać od 769 roku). Gracz rozpoczyna grę jako przywódca wybranej dynastii, przy czym może mieć on tytuł hrabiego, księcia, króla lub cesarza; od pozycji w drabinie feudalnej zależy poziom trudności rozgrywki oraz zakres kompetencji gracza. Członek dynastii, w którego rolę wciela się gracz, może określać politykę dynastyczną względem innych państw (zawieranie mariaży czy też wpływ na małżeństwa swoich potomków), a każdy członek rodziny jest uwarunkowany cechami wpływającymi na skuteczność rządzenia.
Zgodnie z zasadą „wasal mojego wasala nie jest moim wasalem”, jaka w średniowieczu istniała w Europie kontynentalnej, gracz nie ma wpływu na swoich wasali. Stąd też poddani króla zarządzający określonymi skrawkami ziemi mogą mu wypowiedzieć posłuszeństwo, a nawet przyłączyć się do innego kraju. Można wpływać na zachowanie wasali, np. poprzez powoływanie ich na urzędy bądź nadawanie im ziemi. System wasalno-lenny wpływa też na organizację wojen; im bardziej uzasadniony jest powód konfliktu (casus belli), tym większe poparcie szlachty ma władca.
Crusader Kings II, wzorem Europy Universalis III i późniejszych gier studia Paradox, nie stawia graczowi warunków zwycięstwa, co oznacza, że gracz musi sobie sam określić cel rozgrywki. Gra kończy się w 1453 roku lub po wymarciu kierowanej dynastii. Istnieje też tryb gry wieloosobowej, w którym może uczestniczyć do 32 graczy.

## Dodatki
Do Crusader Kings II pojawiło się łącznie piętnaście dodatków.
Pierwszy z nich, Sword of Islam, ukazał się 26 czerwca 2012 i skoncentrowany był na państwach muzułmańskich. Gracze otrzymali możliwość kierowania tymi państwami, w związku z czym uwzględniono specyfikę kultury islamu (wielożeństwo, pielgrzymki do Mekki).
Drugi dodatek pod tytułem Legacy of Rome miał premierę 16 października 2012. Rozbudowie uległa w nim kwestia państw prawosławnych, w związku z czym możliwe stało się wyznaczanie patriarchów przez władcę, a cesarstwo bizantyńskie otrzymało nowe decyzje.
W trzecim dodatku, Sunset Invasion, wydanym 15 listopada 2012, dostępna stała się fikcyjna kampania polegająca na inwazji cywilizacji prekolumbijskich z Aztekami na czele.
Czwarty dodatek do gry, The Republic, miał premierę 14 stycznia 2013. Kluczową zmianą stały się w nim większe możliwości kierowania republikami kupieckimi we Włoszech i na Morzu Bałtyckim, z możliwością zakładania ośrodków handlu włącznie.
Piąty dodatek pod tytułem The Old Gods, wydany 28 maja 2013, umożliwiał z kolei kierowanie pozostałymi państwami pogańskimi. W związku z tym gracze kierujący państwami chrześcijańskimi i muzułmańskimi zyskali opcje inwazji na kraje pogańskie bądź ich nawrócenia za sprawą misji chrześcijańskich.
Szósty dodatek pod nazwą Sons of Abraham ukazał się 18 listopada 2013. Pojawiły się w nim przede wszystkim motywy religijne. Gracz jako władca państwa chrześcijańskiego zyskał możliwość wpływania na papiestwo i integracji z zakonami, jak również wysyłania do nich nieposłusznych dworzan. Natomiast państwa muzułmańskie zyskały dwie zwalczające się frakcje, z których gracz może faworyzować jedną, co przekłada się na dalszą rozgrywkę. Do mechaniki gry wprowadzono także możliwość gry władcami państw judaistycznych – możliwe stało się utworzenie Królestwa Izraela.
Siódmy dodatek, Rajas of India, miał premierę 25 marca 2014. Dodatek poszerza mapę gry o terytoria wschodniej Persji oraz Indii. Gracze otrzymali możliwość pokierowania władcami Indii. Pojawiły się także trzy nowe religie – hinduizm, buddyzm oraz dźinizm.
Ósmy dodatek, Charlemagne, wydany 14 października 2014, pozwala na rozpoczęcie gry już w 769 roku naszej ery, poprawia system regencji oraz zjawiska pogodowe. Oprócz tego dla posiadaczy dodatków Rajas of India i The Old Gods, pojawiła się możliwość pokierowania wyznawcą nowej pogańskiej religii z Afganistanu - zunizmu.
Dziewiąty dodatek, Way of Life, ukazał się 16 grudnia 2014. Pozwala danej postaci skupić się na konkretnych umiejętnościach, nadając jej możliwość szybszego rozwoju. Umożliwia także zaadaptowanie stylu życia postaci.
Dziesiąty dodatek, wydany 14 lipca 2015 Horse Lords, rozszerzył możliwości gry nomadami z euroazjatyckich stepów. Wprowadził system rządów klanów dostępny dla kultur stepów, możliwość budowy fortów oraz wojny o trybut.
Jedenasty dodatek, Conclave, został wydany 2 lutego 2016. Rozbudował on zasady działania rady – może ona teraz wpływać realnie na politykę kraju poprzez głosowania. Utworzono także system umożliwiający wymianę przysług między postaciami, system infamii i koalicji przeciwko państwom. Zmieniono sposób edukacji dzieci – zamiast wybierania jednego nauczyciela (opiekuna) wybiera się ścieżkę rozwoju dziecka.
Dwunasty dodatek, opublikowany 25 sierpnia 2016 The Reaper's Due, rozbudowuje mechanizmy epidemii, w tym czarnej śmierci, jak również sposoby zapobiegania im w świecie gry.
Trzynasty dodatek, Monks and Mystics, został wydany 7 marca 2017. Pozwala on dołączyć m.in. do zakonów, zakazanych kultów oraz heretyckich ruchów gnostyckich.
Czternasty dodatek, Jade Dragon, został wydany 16 listopada 2017. Skupia się na Dalekim Wschodzie, dodając do gry region Tybetu, a także Cesarstwo Chin. Chin nie ma na mapie, ale cesarz może pośrednio wpływać na państwo gracza. Dodatek dodaje także kilka nowych casus belli i poprawia mechanikę jedwabnego szlaku. 
Piętnasty dodatek, Holy Fury, został wydany 13 listopada 2018. Wprowadza mechaniki linii krwi, koronacji, beatyfikacji i kanonizacji. Zmienia mechaniki religii i krucjat. Pozwala też tworzyć losowo wygenerowane światy według ustawień. 
Równolegle z ww. pojawiły się również dodatki personalizujące: Ruler Designer pozwalający na stworzenie od podstaw postaci, którą będzie się kierować, oraz Customization Pack pozwalający m.in. na zmianę nazw państw.
W 2019 roku ogłoszono, że podstawowa wersja gry będzie dostępna w trybie free-to-play. W 2021 roku wprowadzono możliwość zakupu miesięcznego abonamentu na DLC i inne dodatki.

## DLC
Oprócz dodatków do gry, Paradox Interactive wyprodukował DLC, które w żaden sposób nie zmieniają sposobu rozgrywki. DLC dodają nowe herby, muzykę i portrety.
- Crusader Kings II Ebook: The Song of Roland
- Crusader Kings II Ebook: Tales of Treachery
- Crusader Kings II: Early Eastern Clothing Pack
- Crusader Kings II: Early Western Clothing Pack
- Crusader Kings II: Horse Lords Content Pack
- Crusader Kings II: Conclave Content Pack
- Crusader Kings II: Dynasty Shields
- Crusader Kings II: Dynasty Shields II
- Crusader Kings II: Dynasty Shields III
- Crusader Kings II: Dynasty Shields Charlemagne
- Crusader Kings II: Mongol Faces
- Crusader Kings II: African Portraits
- Crusader Kings II: Russian Portraits
- Crusader Kings II: Mediterranean Portraits
- Crusader Kings II: Norse Portraits
- Crusader Kings II: Celtic Portraits
- Crusader Kings II: Persian Portraits
- Crusader Kings II: Turkish Portraits
- Crusader Kings II: Iberian Portraits
- Crusader Kings II: Songs of Albion
- Crusader Kings II: Songs of Faith
- Crusader Kings II: Songs of the Holy Land
- Crusader Kings II: Songs of the Caliph
- Crusader Kings II: Songs of Byzantium
- Crusader Kings II: Songs of the Rus
- Crusader Kings II: Songs of Prosperity
- Crusader Kings II: Songs of Yuletide
- Crusader Kings II: Songs of India
- Crusader Kings II: Hymns to the Old Gods
- Crusader Kings II: Hymns of Abraham
- Crusader Kings II: Orchestral House Lords
- Crusader Kings II: Viking Metal
- Crusader Kings II: African Unit Pack
- Crusader Kings II: Byzantine Unit Pack
- Crusader Kings II: Russian Unit Pack
- Crusader Kings II: Norse Unit Pack
- Crusader Kings II: Celtic Unit Pack
- Crusader Kings II: Persian Unit Pack
- Crusader Kings II: Turkish Unit Pack
- Cursader Kings II: Finno-Ugric Unit Pack
- Crusader Kings II: Saxon Unit Pack
- Crusader Kings II: Iberian Unit Pack
- Crusader Kings II: Warriors of Faith Unit Pack
- Crusader Kings II: Military Orders Unit Pack

## Współpraca z Europa Universalis
Za pomocą specjalnego DLC istnieje możliwość konwersji zapisu gry do gry Europa Universalis IV. Pozwala to na kontynuację rozgrywki w tej grze po zakończeniu gry Crusader Kings II wraz z nadejściem roku 1453.

## Odbiór
Crusader Kings II zostało pozytywnie przyjęte przez krytyków, uzyskując w agregatorach recenzji Metacritic oraz GameRankings oceny odpowiednio 82/100 oraz 81,37%.